# Whelen Southern Modified Tour
Die NASCAR Whelen Southern Modified Tour, kurz WSMT, ist eine Stockcar-Rennserie der NASCAR, die ausschließlich im Südosten der USA ihre Rennen austrägt. Die Whelen Southern Modified Tour hat annähernd das gleiche Reglement wie die im Nordosten der USA agierende Whelen Modified Tour. 2017 wurden beide Serien zusammengelegt.

## Geschichte
Die NASCAR Whelen Southern Modified Tour wurde 2005 gegründet, nachdem die seit 1988 die Serie ausrichtende Organisation der Southern Modified Auto Racing Teams  (SMART) im Zuge der Auflösung der American Speed Association, kurz ASA, aufgelöst wurde. Die erste ausgetragene Saison der Serie im Jahre 2005 wurde von Junior Miller gewonnen.
Die NASCAR hatte allerdings bereits zuvor, bis zum Jahre 1985, Whelen Modified Rennen im Südosten der USA ausgetragen. Unter anderem gehörten Rennen in North Wilkesboro, North Carolina, Martinsville, Virginia und Winston-Salem, North Carolina zum Rennkalender. Fahrer aus Virginia und North Carolina gehörten zu den regulären Teilnehmern der NASCAR Whelen Modified.
Derzeit fährt die Whelen Southern Modified Tour unter anderem auf dem Bristol Motor Speedway in Bristol, Tennessee und dem Atlanta Motor Speedway. Der Champion der Serie durfte am Toyota All-Star Showdown teilnehmen.

## Champions der Serie
| Jahr | Fahrer                 | Teambesitzer            | Siege | Autonummer | Automarke | Sponsor                                       | Chassis          |
| ---- | ---------------------- | ----------------------- | ----- | ---------- | --------- | --------------------------------------------- | ---------------- |
| 2016 | Burt Myers             | Burt Myers              | 3     | #1         | Ford      | Remington SCT/Citrusafe/Speedway Auto Auction | LFR              |
| 2015 | Andy Seuss             | Eddie Harvey            | 2     | #11        | Chevrolet | Northeast Race Cars/Ideal Finance             | Troyer           |
| 2014 | Andy Seuss             | Eddie Harvey            | 3     | #11        | Chevrolet | Ideal Finance                                 | Troyer           |
| 2013 | George Brunnhoelzl III | George Brunnhoelzl, Jr. | 3     | #28        | Chevrolet | Epox-Z                                        | Troyer           |
| 2012 | George Brunnhoelzl III | Howard Harvey           | 6     | #09        | Chevrolet | Phoenix Pre-Owned / Triad Auto Sales          | Troyer           |
| 2011 | George Brunnhoelzl III | Howard Harvey           | 5     | #09        | Chevrolet | Phoenix Pre-owned / Triad Auto Sales          | Troyer           |
| 2010 | Burt Myers             | Phillip Smith           | 2     | #1         | Ford      | Capital Bank                                  | Troyer           |
| 2009 | George Brunnhoelzl III | George Brunnhoelzl, Jr. | 5     | #28        | Ford      | Fibrwrap                                      | Troyer           |
| 2008 | Brian Loftin           | Loftin Racing           | 4     | #23        | Chevrolet | L&R Transmission                              | Troyer           |
| 2007 | L.W. Miller            | Baker Motorsports       | 5     | #36        | Pontiac   | Baker Plumbing                                | Chassis Dynamics |
| 2006 | Junior Miller          | Riggs Racing            | 6     | #69        | Dodge     | Advance Auto Parts                            | Troyer           |
| 2005 | Junior Miller          | Riggs Racing            | 3     | #69        | Dodge     | Advance Auto Parts                            | Troyer           |